# Bismutbromidoxid
Bismutbromidoxid ist eine anorganische chemische Verbindung aus Bismut, Brom und Sauerstoff.

## Gewinnung und Darstellung
Bismutbromidoxid entsteht bei einer Hydrolyse von Bismut(III)-bromid im Wasser.
{\displaystyle \mathrm {BiBr_{3}+H_{2}O\longrightarrow BiOBr+2\ HBr} }

## Eigenschaften
Bismutbromidoxid ist ein farbloser kristalliner Feststoff. Er ist thermodynamisch sehr stabil und schmilzt erst bei Rotglut. Er ist löslich in konzentrierter Bromwasserstoffsäure und kristallisiert tetragonal (isotyp mit Bismutchloridoxid) mit der Raumgruppe P4/nmm (Raumgruppen-Nr. 129). Außer BiBrO sind auch Bismutbromidoxide der Zusammensetzungen Bi3BrO4, Bi4Br2O5, Bi5BrO7 und Bi24Br10O31 bekannt.